# John Key
John Phillip Key (Auckland, 9 d'agost de 1961) és un polític neozelandès que va ocupar el càrrec de Primer Ministre de Nova Zelanda des del 19 de novembre de 2008 fins al 12 de desembre de 2016, data en què va abandonar també el liderat del Partit Nacional, el qual exercia des del 27 de novembre de 2006.
Va començar la política en 2001 sent triat l'any següent diputat per la circumscripció electoral de Helensville en les eleccions generals neozelandeses de 2002. Seria reelegit per aquesta circumscripció electoral en les eleccions de 2005, 2008 i 2011. El 2004 es va convertir en el portaveu de Finances en el gabinet en l'ombra. El 2006 després de la dimissió de Don Brash va passar a dirigir el Partit Nacional. Com a líder del partit es va presentar com a candidat a Primer Ministre en les eleccions generals de 2008 contra la Laborista Helen Clark que ocupava aquest lloc des de 1999. Les eleccions les va guanyar el Partit Nacional amb 58 escons, quedant-se a quatre de la majoria absoluta.

## Biografia
Key va néixer a Auckland, Nova Zelanda, de pares George Key i Ruth Key, el 9 d'agost de 1961. El seu pare fou un immigrant anglès i veterà de la Guerra Civil Espanyola i la Segona Guerra Mundial. George Key morí d'un atac de cor el 1967. Key i les seves dues germanes van créixer en una casa proveïda per l'Estat a Christchurch per la seva mare, una immigrant jueva d'Àustria.
Va anar a l'Escola Aorangi i l'Escola Secundària Burnside, ambdues a Christchurch, i va graduar amb un Bachelor of Commerce de la Universitat de Canterbury el 1981. Va anar, a més, a la Universitat Harvard.
Key va conèixer a la seva dona Bronagh quan eren estudiants a l'Escola Secundària Burnside. Van casar-se el 1984. Ella també té un Bachelor of Commerce, i ha treballat com a secretària abans d'esdevenir mestressa de casa. Tenen dos fills, Stephie i Max.

### Abans de la política
El primer treball de Key va ser el 1982 com a auditor per a la companyia McCulloch Menzies i després va mudar-se a Christchurch per a ser director de la companyia fabricant de roba Lane Walker Rudkin per dos anys. Va començar a treballar com a comerciant de divises a Elders Finance a Wellington i dos anys després assumiria la posició de cap dels comerciants de divises i va transferir-se a Bankers Trust a Auckland el 1988.
El 1995 començà a treballar a Singapur amb Merrill Lynch com a cap de divises d'Àsia. Aquell mateix any va ser promogut a cap global de divises per Merrill Lynch, basat a Londres, on cobrà uns 2,25 milions de dòlars estatunidencs anualment. Alguns companys de treballs l'anomenaven «l'assassí dels somriures» (smiling assassin) per la manera que mantenira el seu bon humor i optimisme tot i que Key acomiadava a dotzenes de treballadors per les grans pèrdues econòmiques de la crisi financera russa de 1998. Va ser membre del Comitè de Divises del Banc de la Reserva Federal de Nova York entre el 1999 i el 2001.
El 1998 es va començar a interessar en la política i quan se n'assabentà d'això el president del Partit Nacional John Slater, Slater va començar a buscar-li treball pel partit. L'exlíder Jenny Shipley va descriure'l com «una de les persones que deliberadament em vaig concentrar en ficar-lo —privadament o públicament— en la política».

### Diputat
| Parlament de Nova Zelanda |      |                |        |          |
| Anys                      | Leg. | Circumscripció | Llista | Partit   |
| 2002-2005                 | 47   | Helensville    | 43     | Nacional |
| 2005-2008                 | 48   | Helensville    | 7      | Nacional |
| 2008-2011                 | 49   | Helensville    | 1      | Nacional |
| 2011-actualitat           | 50   | Helensville    | 1      | Nacional |

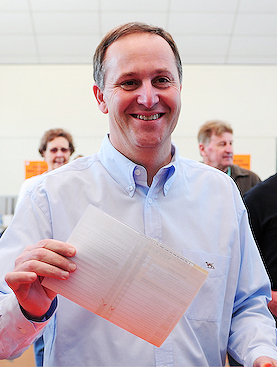
John Key votant a la circumscripció electoral d'Epsom en les eleccions de 2008

El ràpid creixement demogràfic d'Auckland, com es va veure en el cens de 2001, va fer necessària la creació de la circumscripció electoral de Helensville, la qual cobria el nord-oest de l'àrea urbana d'Auckland. Key va ser elegit per sobre del diputat Brian Neeson, qui fou diputat entre 1990 i 2002, per la candidatura del Partit Nacional. En les eleccions de 2002 Key guanyà amb el 34,18% del vot, per sobre de Gary Russell del Partit Laborista amb el 28,21% i Neeson (qui hi competí com a independent) amb el 19,73%, entre altres candidats. Va ser reelegit per l'electorat de Helensville en les eleccions de 2005 amb el 64,10% del vot, en les eleccions de 2008 amb el 73,61% del vot i en les eleccions de 2011 amb el 74,38% del vot.

### Portaveu de finances
El 2004 Key va ser promogut a portaveu de l'oposició de finances pel líder del Partit Nacional Don Brash. El 2006 Brash va dimitir com a líder del partit.

### Líder de l'oposició
En el seu discurs inaugural com a líder de l'oposició i líder del Partit Nacional el 28 de novembre de 2006 Key va criticar el govern del Partit Laborista dient que aquest havia deixat desenvolupar una classe baixa a Nova Zelanda, un discurs que fou criticat i rebé cobertura mediàtica nacionalment. Key continuà el tema del discurs el febrer de 2007 quan anuncià que el programa del seu partit proveiria alimentació per a les escoles més pobres de Nova Zelanda.
L'agost de 2007 Key fou criticat al canviar la seva posició sobre el projecte de llei Therapeutic Products and Medicine: «El líder del Partit Nacional li digué al [diari] Herald el dimarts que hauria estat d'acord amb un compromís iniciat per Nova Zelanda Primer sobre el projecte de llei Therapeutic Products and Medicine Bill si l'hagués vist —i hi votaria a favor—, però va canviar aquesta opinió ahir al surtir al diari les seves observacions».
Aquell mateix mes, l'agost de 2007, el diputat Laborista Trevor Mallard va anunciar que el Partit Laborista sospitava que Key formava part de l'escàndol «H-Fee», el qual involucrava la companyia en què treballà Key Elders Finance i un pagament a l'executiu en cap d'Equiticorp Allan Hawkins. Hawkins i l'executiu d'Elders Finance Ken Jarrett més tard serien empresonants per frau. Key va respondre a aquesta acusació declarant que ell marxà de la companyia Elders Finance mesos abans d'aquest fet, que ell no coneixia els detalls del pagament i que la seva entrevista amb l'Oficina de Frau Seriós (Serious Fraud Office) durant la investigació ajudà a empresonar-los. Aquesta declaració fou recolzat públicament pel director Charles Sturt de l'Oficina de Frau Seriós.
Diversos diputats del Partit Laborista van criticar a Key per no especificar les polítiques del partit en la conferència anual del Partit Nacional de 2007. Key respongué que el partit especificaria la seva agenda política quan fos temps adequat.
El 25 de juliol de 2008 Key va ser afegit a la llista de rics del diari National Business Review per primer cop. Key tenia un valor estimat de 50 milions de dòlars neozelandesos. Key és el diputat més ric de la Cambra de Representants de Nova Zelanda.

### Primer Ministre

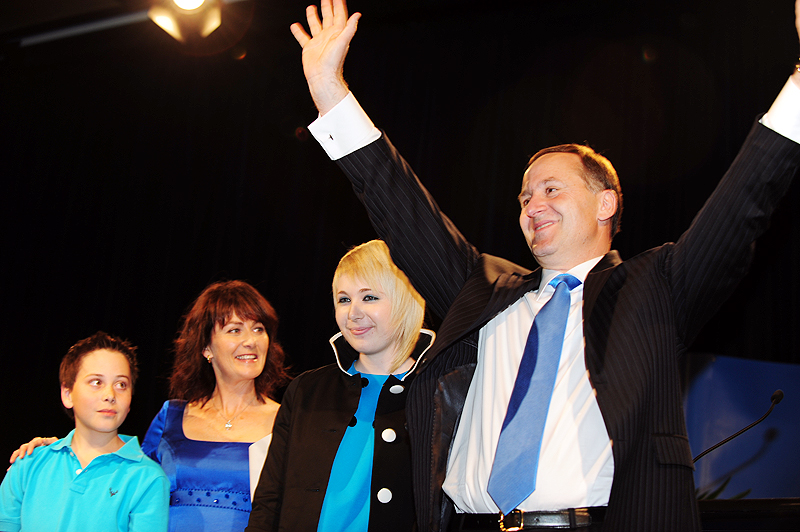
John Key amb la seva família celebrant els resultats de les eleccions de 2008

Les eleccions del 8 de novembre de 2008 van posar fi al cinquè govern del Partit Laborista, sota Helen Clark. El Partit Nacional va guanyar el 45% del vot i 58 dels 122 escons al parlament, un marge substancialment més gran que el deu Partit Laborista que obtingué 43 escons i va aconseguir el suport dels partits ACT Nova Zelanda, Futur Unit i Partit Maori per formar un govern en minoria. El 19 de novembre feu el seu jurament com a Primer Ministre i Ministre de Turisme amb el seu nou gabinet.
El 26 de novembre de 2011 van tenir lloc les eleccions de 2011 en què el Partit Nacional va rebre el 47,31% del vot i 59 dels 121 escons. Per altra banda el Partit Laborista sota el lideratge de Phil Goff va rebre tan sols el 27,48% —el seu pitjor resultat des de 1928— i 34 escons.

## Religió
Key atén l'església freqüentment però és agnòstic. Ha declarat que no creu que existeix una vida futura ni cel i que veu la religió com «el que s'ha de fer». La dona de Key, Bronagh, és filla d'immigrants nord-irlandesos d'ascendència religiosa mixta. Key és el tercer primer ministre neozelandès (després de Julius Vogel i Francis Bell) amb ascendència jueva.